# خانواده ام ۲۰
خانواده‌ام ۲۰ (به انگلیسی: Mooney_M20) یک هواگرد از نوع شخصی ساخت شرکت Mooney International Corporation است. هواگرد خانواده‌ام ۲۰ نخستین پروازش را در ۱۹۵۳ میلادی انجام داد. این هواگرد در سال ۱۹۵۵ میلادی رسماً معرفی گردید و در سال‌های 1955–1971, 1974–2008, 2014–present تولید شده‌است. در مجموع، تعداد>۱۱٬۰۰۰ فروند از این هواگرد ساخته شده‌است.
طراح این هواگرد، Al Mooney بود.